# (120216) 2004 EW95
(120216) 2004 EW95, hay ngắn gọn là 2004 EW95 là một plutino nằm trong vùng gần ngoài của Hệ Mặt Trời. Nó có đường kính khoảng 291 km. Plutino này có nhiều cacbon hơn các KBO điển hình, và là hành tinh vi hình đầu tiên được công nhận có cấu tạo như vậy ở khu vực vành đai Kuiper. Một số người cho rằng nó xuất phát từ một nơi gần Mặt Trời hơn, thậm chí là ở vành đai tiểu hành tinh.

## Quỹ đạo
Giống như Diêm Vương tinh, (120214) EW95 là một plutino. Hành tinh vi hình này có đường 291 km và có suất phản chếu là 0.04. Nó ở một tỷ lệ cộng hưởng 2:3 với Hải Vương tinh. Điều này có nghĩa là với mỗi 2 vòng quay quanh Mặt Trời của một plutino, Hải Vương tinh quay được 3 vòng. Hiện tại, nó đang ở một vị trí là khoảng 27.0 AU từ Mặt Trời, và đến điểm cận nhật của mình (26.98 AU) vào tháng 4 năm 2018. Điều này có nghĩa là hiện tại nó đang nằm trong quỹ đạo của Hải Vương tinh. Như Diêm Vương tinh, plutino này sở hữu phần quỹ đạo của mình gần Mặt Trời hơn mặc dù thậm chí quỹ đạo của nó được điều khiển bởi Hải Vương tinh. Hành tinh vi hình 38628 Huya và plutino (15875) 1996 TP66 cũng đang nằm trong quỹ đạo của Hải Vương tinh. 2004 EW95 được quan sát 158 lần với góc quan sát là 13 năm và có một chất lượng quỹ đạo là 2. 

## Đặc điểm vật lý
2004 EW95 có suất phản chiếu tối là 0,04, cho ra đường kính khoảng 291 km. Phổ phản xạ của nó có sự tương đồng với các tiểu hành tinh loại C, cho thấy vật thể này có thể hình thành trong cùng môi trường với các tiểu hành tinh loại C được tìm thấy ngày nay ở vành đai tiểu hành tinh ngoài. Không giống như phần lớn các vật thể nhỏ trong vành đai Kuiper được quan sát cho đến nay, quang phổ của 2004 EW95 có hai tính năng, mỗi đặc điểm tương ứng với các oxit sắt.